# Hambro
Hambro är en judisk släkt stammande från Joseph Hambro (1780-1848), som föddes av fattiga föräldrar i Köpenhamn, men arbetade upp till betydande rikedom och grundade åtskilliga danska industrianläggningar och 1840 överflyttade som bankir till London. Hans son Carl Joachim Hambro (1807-1877) grundade i London affärshuset C.J.H. & son och blev 1851 dansk baron. Firman uppgick 1920 i Hambros bank ltd. 
En norsk släktgren, till vilken Edward Isak Hambro och Carl Joachim Hambro (1885-1964) tillhör, stammar från en bror till Joseph Hambro.
Bland släktens medlemmar märks:
- Carl Joachim Hambro, flera personer
  - Carl Joachim Hambro (bankir) (1807-1877), dansk bankir och baron
  - Carl Joachim Hambro (politiker) (1885-1964), norsk politiker och redaktör
- Charles Jocelyn Hambro (1897–1963), brittisk bankir och underrättelseofficer
- Christian Frederik Hambro (1823–1873), norsk jurist
- Edvard Isak Hambro, flera personer
  - Edvard Isach Hambro (1782–1865), norsk köpman
  - Edvard Isak Hambro (1847–1909), norsk skol- och tidningsman
  - Edvard Isak Hambro (1911–1977), norsk jurist, diplomat och politiker
  - Edward Isak Hambro (1851–1936), norsk jurist
- Joseph Hambro (1780-1848) , dansk bankir